# Tuuli Narkle
Tuuli Narkle est une actrice australienne. Pour sa performance dans Mystery Road : Origin, elle a remporté le prix AACTA 2022 de la meilleure actrice principale dans un drame télévisé. Elle joue le rôle de l'agent de liaison de l 'AFP Evie Cooper dans la série NCIS : Sydney de Network 10 et Paramount+.
Elle est née en Australie, dans la région de Australie-Occidentale et est une descendante des aborigènes et d'ancêtres finlandais.

## Carrière
Son premier rôle majeur est celui de Ruby dans Stolen de Jane Harrison et produit par Leah Purcell.
En 2021, elle joue le rôle de Belle  dans All My Friends Are Racist aux côtés de Davey Thompson.
L'année suivante, elle joue Mary dans Mystery Road: Origin pendant six épisodes. Pour son interprétation du rôle, elle est récompensée en 2022 du trophée AACTA Award de la meilleure actrice .
Elle joue aussi le rôle de Ms Goolangong Cawley
En 2023, elle participe à la mini-série Bad Behaviour dans laquelle elle incarne Miss Lacey
Par la suite, elle est choisie pour interpréter Evie Cooper dans la série NCIS: Sydney.
En parallèle de NCIS, elle incarne en 2024 Keeley Redford pour cinq épisodes dans la série dramatique de Netflix intitulé Territory.